# Svensk handbollselit 2016-2017
Svensk handbollselit eller SHE er den svenske håndboldliga for kvinder.

## Klubber
1. H 65 Höör
2. Skövde HF
3. Boden Handboll IF
4. Skuru IK
5. IF Hellton
6. VästeråsIrsta HF
7. Kristianstad HK
8. Team Eslövs IK
9. Lugi HF
10. Skara HF
11. BK Heid
12. IK Sävehof

## Stilling
| Hold                  | K  | V  | U | L  | MF  | MI  | MD   | P  |
| --------------------- | -- | -- | - | -- | --- | --- | ---- | -- |
| IK Sävehof            | 22 | 19 | 1 | 2  | 686 | 479 | +207 | 39 |
| Lugi HF               | 22 | 18 | 2 | 2  | 590 | 442 | +148 | 38 |
| Skuru IK              | 22 | 15 | 1 | 6  | 617 | 496 | +121 | 31 |
| H 65 Höör             | 22 | 14 | 2 | 6  | 582 | 485 | +97  | 30 |
| VästeråsIrsta HF      | 22 | 12 | 0 | 10 | 572 | 557 | +15  | 24 |
| Skövde HF             | 22 | 11 | 2 | 9  | 572 | 559 | +13  | 24 |
| Kristianstad Handboll | 22 | 11 | 1 | 10 | 559 | 566 | −7   | 23 |
| BK Heid               | 22 | 9  | 0 | 13 | 556 | 628 | −72  | 18 |
| Boden Handboll IF     | 22 | 8  | 1 | 13 | 552 | 595 | −43  | 17 |
| Eslövs IK             | 22 | 7  | 0 | 15 | 528 | 612 | −84  | 14 |
| Skara IF              | 22 | 3  | 1 | 18 | 472 | 625 | −153 | 7  |
| IF Hellton            | 22 | 3  | 1 | 18 | 439 | 609 | −170 | 7  |

|  | Kvartfinale         |
|  | Nedryknings-playoff |
|  | Nedrykning          |

## Slutspil

### Kvartfinaler

#### H 65 Höör - Skövde HF
| Dato                          | Kamp                  | Resultat | Publikum |
| ----------------------------- | --------------------- | -------- | -------- |
| H 65 Höör - Skövde HF (3 - 0) |                       |          |          |
| 5. april                      | H 65 Höör - Skövde HF | 22 - 15  | 525      |
| 12. april                     | Skövde HF - H 65 Höör | 23 - 24  | 596      |
| 19. april                     | H 65 Höör - Skövde HF | 32 - 24  | 489      |

#### Skuru IK-VästeråsIrsta HF
| Dato                                | Kamp                        | Resultat | Publikum |
| ----------------------------------- | --------------------------- | -------- | -------- |
| Skuru IK - VästeråsIrsta HF (3 - 0) |                             |          |          |
| 8. april                            | Skuru IK - VästeråsIrsta HF | 28 - 14  | 280      |
| 12. april                           | VästeråsIrsta HF - Skuru IK | 23 - 26  | 604      |
| 19. april                           | Skuru IK - VästeråsIrsta HF | 35 - 32  | 231      |

#### Lugi HF-Kristianstad HK
| Dato                              | Kamp                       | Resultat | Publikum |
| --------------------------------- | -------------------------- | -------- | -------- |
| Lugi HF - Kristianstad HK (3 - 0) |                            |          |          |
| 8. april                          | Lugi HF - Kristianstad HK  | 27 - 20  | 844      |
| 12. april                         | Kristianstad HK - 'Lugi HF | 19 - 22  | 929      |
| 18. april                         | Lugi HF - Kristianstad HK  | 26 - 23  | 812      |

#### IK Sävehof-BK Heid
| Dato                      | Kamp                 | Resultat | Publikum |
| ------------------------- | -------------------- | -------- | -------- |
| IK Sävehof - Heid (3 - 0) |                      |          |          |
| 9. april                  | IK Sävehof - BK Heid | 44 - 19  | 790      |
| 12. april                 | BK Heid - IK Sävehof | 19 - 32  | 501      |
| 19. april                 | IK Sävehof - BK Heid | 35 - 16  | 620      |

### Semifinaler

#### IK Sävehof-Skuru IK
| Dato                        | Kamp                  | Resultat | Publikum |
| --------------------------- | --------------------- | -------- | -------- |
| IK Sävehof - Skuru IK (3-2) |                       |          |          |
| 29. april                   | IK Sävehof - Skuru IK | 34 - 22  | 670      |
| 8. maj                      | Skuru IK - IK Sävehof | 23 - 19  | 1325     |
| 13. maj                     | IK Sävehof - Skuru IK | 28-12    | 825      |
| 17. maj                     | Skuru IK - IK Sävehof | 29-22    | 1225     |
| 21. maj                     | IK Sävehof - Skuru IK | 35-20    | 1185     |

#### Lugi HF-H 65 Höör
| Dato                       | Kamp                | Resultat | Publikum |
| -------------------------- | ------------------- | -------- | -------- |
| Lugi HF- H 65 Höör (1 - 3) |                     |          |          |
| 29. april                  | Lugi HF - H 65 Höör | 25 - 18  | 1210     |
| 3. maj                     | H 65 Höör - Lugi HF | 27 - 25  | 630      |
| 10. maj                    | Lugi HF - H 65 Höör | 23 - 24  | 1817     |
| 16. maj                    | H 65 Höör - Lugi HF | 27-19    | 700      |

### Finale
| Dato                               | Kamp                   | Resultat | Publikum |
| ---------------------------------- | ---------------------- | -------- | -------- |
| Finalen blev spillet i Malmö Arena |                        |          |          |
| 27. maj                            | IK Sävehof - H 65 Höör | 25-27    | 5267     |